# Skrobia woskowa
Skrobia woskowa – skrobia naturalna składająca się prawie wyłącznie amylopektyny, pozyskiwana z odmian roślin zdolnych do biosyntezy tylko tej frakcji skrobi. 
Mutanty produkujące skrobie woskową:
- kukurydza (naturalny),
- ryż (naturalny),
- jęczmień (naturalny),
- sorgo (naturalny),
- szarłat wyniosły (naturalny),
- proso (naturalny),
- pszenica (inżynieria genetyczna),
- ziemniaki (selekcja odmian oraz inżynieria genetyczna - ziemniak amflora),
- maniok (selekcja odmian).